# Melaleuka skrętolistna
Melaleuka skrętolistna, drzewo herbaciane (Melaleuca alternifolia Maiden & Betche) – gatunek drzewa z rodziny mirtowatych. Jego nazwa pochodzi od greckich słów melas „czarny”, ciemny oraz leucon „biały”, co prawdopodobnie odnosi się do jasnych gałęzi i ciemnego pnia drzewa. Jest gatunkiem endemicznym Australii, występującym we wschodniej części kontynentu – w południowym Queensland oraz w Nowej Południowej Walii. Rośnie przeważnie wzdłuż strumieni i na bagnach. Pozyskuje się z niego olejek eteryczny o właściwościach zdrowotnych.

## Morfologia
PokrójNiewielkie drzewa lub krzewy dorastające do 7 m wysokości.
PieńKora cienka, papierowa o białawym zabarwieniu.
LiścieUlistnienie nieregularne, miejscami okółkowe. Liście od 1 do 3,5 cm długości i o szerokości 1 mm, o gładkiej powierzchni.
KwiatyBiałe, zebrane w szczotkowate kwiatostany o długości do 5 cm. Okwiat składa się z owalnych płatków długości do 3 mm. Pręciki liczne, zebrane w 5 pęczków, długie (3–5 cm), nadające charakterystyczny wygląd kwiatom i kwiatostanom. Roślina zakwita w krótkim okresie od wiosny do wczesnego lata.
OwoceMałe (2–3 mm), zdrewniałe o kubkowatym kształcie, na szczycie z wgłębieniem o średnicy 1,5–2,5 mm.

## Zastosowanie

### Roślina lecznicza
- Surowiec zielarski: olejek eteryczny (olejek herbaciany Melaleucae aetheroleum). Pozyskuje się go z liści w procesie destylacji z parą wodną[4]. Zidentyfikowano w nim ok. 60 terpenów m.in. cyneol, 1-terpinen-4-lol, α- i y-terpinen, p-cymen, sabinen, terpinolen, i kadinen[4].
- Działanie: monoterpeny zawarte w olejku reagują z białkami błonowymi i samymi błonami biologicznymi, przez co działa antybakteryjne, antywirusowo i przeciwgrzybiczo. Dodatkowo olejek działa rozkurczowo, przeciwbólowo, wykrztuśne i przeciwzapalnie[4].
- Zastosowanie: może być wykorzystywany zewnętrznie jako środek dezynfekujący i przeciwzapalny, ale zaleca się stosowanie wyłącznie miejscowe. Może być też stosowany wewnętrznie w postaci inhalacji, co pomaga w walce z przeziębieniami, bólem głowy oraz zakażeniami układu pokarmowego.